# يو إف سي 208
يو إف سي 208: هولم ضد دي راندامي (بالإنجليزية: UFC 208: Holm vs. de Randamie)‏ هو حدث لفنون القتال المختلطة نظمته يو إف سي، أُقيم في 11 فبراير 2017، على باركليز سنتر في بروكلين، نيويورك، الولايات المتحدة.